# Phase One (Unternehmen)
Phase One ist ein dänischer Hersteller von digitalen High-End-Kamerasystemen und Digitalrückteilen im Mittelformat. Daneben bietet die Firma Software-Produkte wie den RAW-Konverter Capture One an, welcher die eigenen Digitalrückteile und viele DSLR-Systeme unterstützt.

## Firmengeschichte
Phase One wurde 1993 vom dänischen Erfinder Samir Léhaff gegründet. Als Hersteller von Trommelscannern für die Druckvorstufe war er überzeugt, dass erst die direkte Erfassung in einer Digitalkamera eine ultimative Methode zur Digitalisierung von Bildern darstellt.
Im Jahr 1994 wurde Phase One von einer führenden Beteiligungsgesellschaft Dänemarks erworben. Seit 2009 ist Leaf Imaging Teil von Phase One. 2009 erwarb Phase One von Microsoft das Bildverwaltungsprogramm Microsoft Expression Media (ursprünglicher Name: iView Media).
Zwischen 2009 und 2015 übernahm Phase One in mindestens zwei Schritten den japanischen Kamerahersteller Mamiya.
Zur Entwicklung und Fertigung der 2019 vorgestellten digitalen Fachkamera XT schloss Phase One eine Kooperation mit dem niederländischen Unternehmen Cambo, Stand März 2024 war die XT zu einem Preis mit Objektiv von rund 67.000 € verfügbar.
Seit 2014 ist der britische Finanzinvestor Silverfleet Capital an Phase One beteiligt. Der Hauptsitz befindet sich in Kopenhagen.

## Zielgruppe
Die Hauptzielgruppe von Phase One sind professionelle Fotografen sowie Institutionen mit professioneller Bilderstellung und Verarbeitung (wie z. B. im Gesundheits- und Bildungsbereich).

## Produkte
(Stand: November 2020)

### Kameras
Aktuelle Modelle

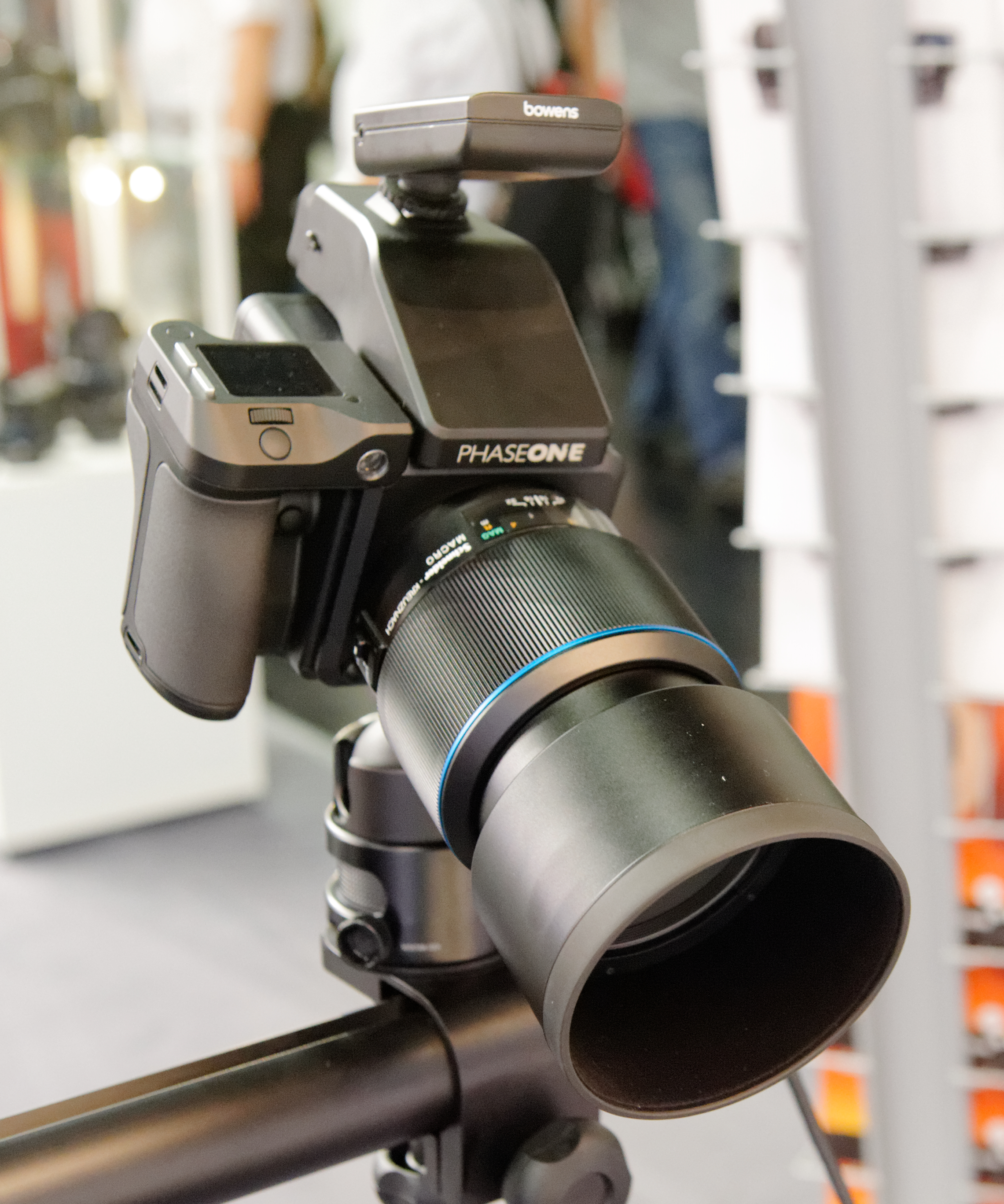
Phase One XF auf der Photokina 2016

- Phase One XF: Mittelformat-DSLR-Kamera (gebaut bei Mamiya)[9]
- Phase One XT: Mittelformat-Fachkamera (gebaut von Cambo)
- Phase One iXG: Kamera für Reprofotografie
- Phase One iXM: Kamera für Luftbildfotografie
- Phase One iXU: Kamera für Luftbildfotografie

Nicht mehr angebotene Modelle
- Phase One 645AF (baugleich Mamiya 645 AFDIII)
- Phase One 645DF (baugleich Mamiya 645DF)
- Phase One 645DF+ (baugleich Mamiya 645DF+)
- Phase One iXA: Kamera für Luftbildfotografie
- Phase One iXR: Kamera für Reprofotografie
- Phase One A: Mittelformat-Fachkamera (basierend auf der Alpa 12 TC)[10]

### Digitale Kamerarückteile
Die digitalen Kamerarückteile sind Teil der Phase One Kamerasysteme, können aber auch an Kameras anderer Hersteller verwendet werden. Der aufgeführte Crop-Faktor bezieht sich auf die Bildgröße von 56 × 41,5 mm des analogen Mittelformats 6 × 4,5, auf welchem die Kameras von Phase One basieren.
Aktuelle Modelle
| Produkt                | Sensorgröße (in mm) | Pixelgröße (in µm²) | Auflösung (in MP) | Aktive Pixel  | Crop-Faktor |
| ---------------------- | ------------------- | ------------------- | ----------------- | ------------- | ----------- |
| IQ4 100MP Trichromatic | 53,7 × 40,4         | 4,6 × 4,6           | 101               | 11608 × 8708  | 1,0         |
| IQ4 150MP              | 53,7 × 40,4         | 3,76 × 3,76         | 151               | 14204 × 10652 | 1,0         |
| IQ4 150MP Achromatic   | 53,7 × 40,4         | 3,76 × 3,76         | 151               | 14204 × 10652 | 1,0         |

Nicht mehr angebotene Modelle
| Produkt              | Sensorgröße (in mm) | Pixelgröße (in µm²) | Auflösung (in MP)     | Aktive Pixel | Crop-Faktor |
| -------------------- | ------------------- | ------------------- | --------------------- | ------------ | ----------- |
| P25+                 | 48,9 × 36,7         | 9,0 × 9,0           | 22                    | 05436 × 4080 | 1,1         |
| P30+                 | 44,2 × 33,1         | 6,8 × 6,8           | 31,6                  | 06496 × 4872 | 1,3         |
| P40+                 | 43,9 × 32,9         | 6,0 × 6,0           | 40                    | 07320 × 5484 | 1,3         |
| P45+                 | 49,1 × 36,8         | 6,8 × 6,8           | 39                    | 07216 × 5412 | 1,1         |
| P65+                 | 53,9 × 40,4         | 6,0 × 6,0           | 60,5                  | 08984 × 6732 | 1,0         |
| Achromatic+          | 49,1 × 36,8         | 6,8 × 6,8           | 39                    | 07216 × 5412 | 1,1         |
| IQ1 40MP             | 43,9 × 32,9         | 6,0 × 6,0           | 40 0(10 mit Sensor+)  | 07320 × 5484 | 1,3         |
| IQ1 60MP             | 53,9 × 40,4         | 6,0 × 6,0           | 60,5 (15 mit Sensor+) | 08984 × 6732 | 1,0         |
| IQ1 80MP             | 53,7 × 40,4         | 5,2 × 5,2           | 80 0(20 mit Sensor+)  | 10328 × 7760 | 1,0         |
| IQ2 60MP Achromatic  | 53,7 × 40,4         | 6,0 × 6,0           | 60                    | 08984 × 6732 | 1,0         |
| IQ2 60MP             | 53,9 × 40,4         | 6,0 × 6,0           | 60 0(15 mit Sensor+)  | 08984 × 6732 | 1,0         |
| IQ2 80MP             | 53,7 × 40,4         | 5,2 × 5,2           | 80 0(20 mit Sensor+)  | 10328 × 7760 | 1,0         |
| IQ2 50MP             | 43,9 × 32,9         | 5,3 × 5,3           | 50                    | 08280 × 6208 | 1,3         |
| IQ3 50MP             | 44,0 × 33,0         | 5,3 × 5,3           | 50                    | 08280 × 6208 | 1,3         |
| IQ3 60MP             | 53,9 × 40,4         | 6,0 × 6,0           | 60                    | 08984 × 6732 | 1,0         |
| IQ3 80MP             | 53,7 × 40,4         | 5,2 × 5,2           | 80                    | 10328 × 7760 | 1,0         |
| IQ3 100MP            | 53,7 × 40,4         | 4,6 × 4,6           | 101                   | 11608 × 8708 | 1,0         |
| IQ3 100MP Achromatic | 53,7 × 40,4         | 4,6 × 4,6           | 101                   | 11608 × 8708 | 1,0         |

### Objektive

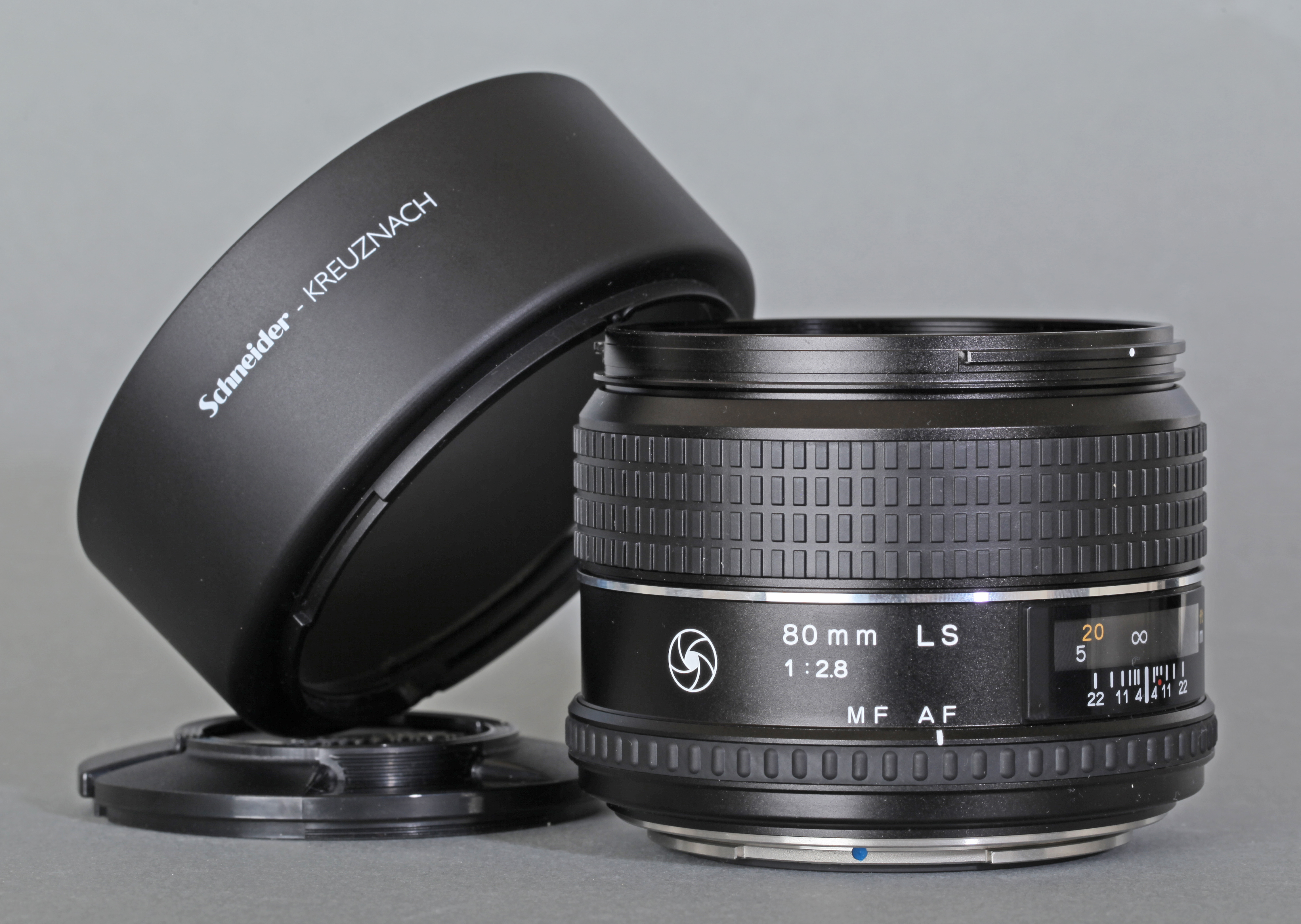
Schneider Kreuznach LS 80 mm f/2,8

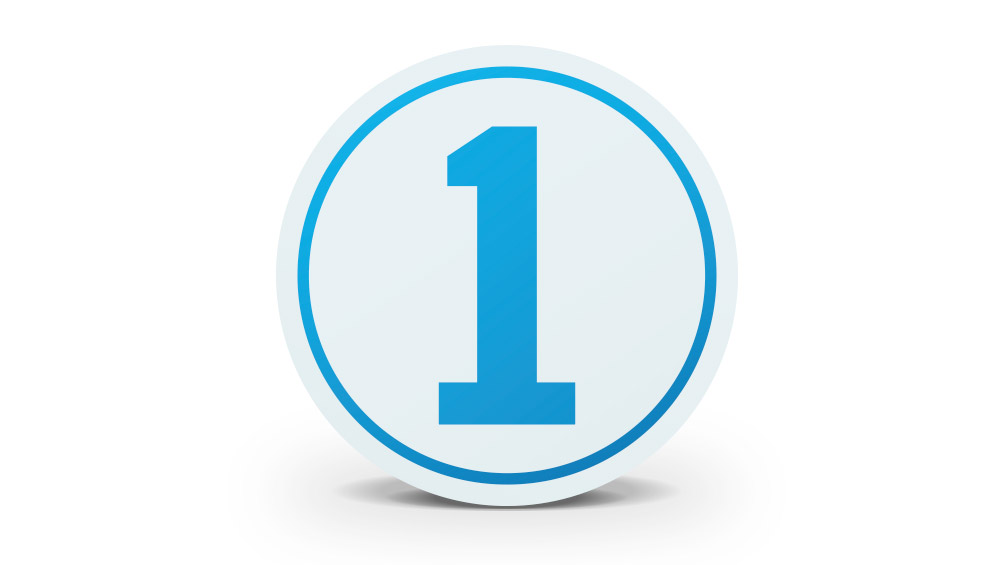
Logo von Capture One

Phase One hat für das XF-Kamerasystem sowohl Objektive des deutschen Herstellers Schneider Kreuznach als auch eigene, bei Mamiya gefertigte Optiken im Angebot. Die Objektive des XT-Kamerasystems basieren auf digitalen Rodenstock-Fachoptiken, welche mit einem elektronischen Verschluss (Phase One X-Shutter) ausgestattet sind.
| Schneider Kreuznach - LS 28 mm f/4,5 - LS 35 mm f/3,5 - LS 45 mm f/3,5 - LS 55 mm f/2,8 - LS 80 mm f/2,8 - LS 110 mm f/2,8 - LS 120 mm f/4,0 Makro - LS 150 mm f/2,8 IF - LS 150 mm f/3,5 - LS 240 mm f/4,5 IF - LS 40-80 mm f/4,0-5,6 - LS 75-150 mm f/4,0-5,6 - PC-TS Apo-Digitar 120 mm f/5,6 HM Asph. - 2× Telekonverter f/2,0 | Phase One - AF 28 mm f/4,5 Asph. - AF 35 mm f/3,5 - AF 45 mm f/2,8 - AF 80 mm f/2,8 - AF 120 mm f/4,0 Makro - AF 150 mm f/2,8 IF - AF 75–150 mm f/4,5 | Rodenstock - XT – HR Digaron-S 23mm f/5.6 - XT – HR Digaron-W 32mm f/4 - XT – HR Digaron-W 50mm f/4 - XT – HR Digaron-W 70mm f/5.6 - XT – HR Digaron-SW 90mm f/5.6 |

### Software
Neben Kameras und digitalen Rückteilen bietet Phase One die Programme Capture One und Capture Pilot an. Capture One ist ein Bearbeitungs- und Verwaltungs-Programm für Bilder im RAW-Format. Es unterstützt neben den Digitalrückteilen von Phase One auch eine Vielzahl von DSLR-Kameras verschiedener Hersteller. Bis 2018 bot Phase One auch Media Pro an, ein Programm zur Verwaltung von Bildersammlungen, das auch mit großen Bibliotheken umgehen kann.
Capture Pilot ist eine Anwendung für Apple-iOS-Geräte wie iPhone oder iPad, mit der man über ein Netzwerk auf Bildbibliotheken von Capture One zugreift.